# 沙赫布尔 (比哈尔邦)
沙赫布尔，是印度比哈尔邦波杰布尔县的一个城镇。总人口14456（2001年）。

## 人口
该地2001年总人口14456人，其中男性7560人，女性6896人；0—6岁人口2762人，其中男1393人，女1369人；识字率46.65%，其中男性为58.20%，女性为33.99%。